# Barankovics István Alapítvány
A Barankovics István Alapítvány a magyar és az európai kereszténydemokrácia örökségét ápoló és értékeit képviselő szervezet. A Kereszténydemokrata Néppárt hozta létre azzal a céllal, hogy gondozza a keresztény politizálás hagyományait, valamint hogy a 21. század hozta társadalmi-politikai kihívásokra a kereszténydemokrácia gondolatvilágához illő válaszokat keressen.

## Története
Az alapítványt a Kereszténydemokrata Néppárt hozta létre 2006-ban. A kuratórium elnöke Mészáros József a Magyar Államkincstár jelenlegi elnöke. A mindenkori kuratóriumban magas szinten képviselve van a KDNP és a párt frakciója. A szervezet megalapításában jelentős szerepet vállalt Kovács K. Zoltán, a régi, Demokrata Néppárti országgyűlési képviselő, aki annak idején együtt politizált az Országgyűlésben az alapítvány névadójával, Barankovics Istvánnal.

## Törekvései
Az alapítvány fő törekvése, hogy hozzá kíván járulni Magyarország demokratikus kultúrájának kiépüléséhez és elmélyítéséhez, a kereszténydemokrata társadalomszervező elveket pedig a sokszínű demokratikus hagyományok egy komoly múlttal rendelkező és legitim irányzatának szeretné elismertetni. 
Komoly hangsúlyt fektet arra, hogy az európai kereszténydemokrácia értékeit és felmutatott teljesítményét hazánkban népszerűsítse, és ahhoz hasonló teljesítmény elérésében támogassa az eszmeiségével rokon magyarországi kezdeményezéseket.
- Támogatja a keresztény elkötelezettségű közösségeken belüli információáramlást és kapcsolatépítést.
- A honlapjával egy olyan műhelyt kíván létrehozni, ami a magyar kereszténydemokrata eszmeiséget és nézőpontot képviseli és formálja. E téren külön létrehozott egy tudásbázist, ami mintegy lexikonként ezen szellemi irányzat értékeit, gondolatait és képviselőit mutatja be.[2]
- Előadásokat, konferenciákat és egyéb kulturális programokat szervez.
- A tudatformálás elősegítése céljából szellemi műhelyeket működtet, tudományos kutatások támogat, társfinanszírozásával, szakkönyvek, tanulmányok megjelentetéséhez járul hozzá.
- Az általános demokratikus kultúra elsajátításában segíti a fiatalságot, fontosnak tartja a demokráciára, a felelős állampolgári létre való nevelést.
- A fenti célokkal összefüggő pályázati tevékenységet is folytat.

## Tevékenység
Az alapítvány működésében műhelyekre szerveződik. A Kovács K. Zoltán Kutatóintézetben a magyar társadalom általános problémáit vizsgálja és annak működését szemléli. Izraelita műhelye a magyarországi zsidó közösség életét, Roma Műhely a cigány nemzetiség társadalmi kérdéseit kíséri figyelemmel. A Rejtett Dimenziók Műhely a magyar társadalom normakultúrájával foglalkozik. Az Ifjúságkutatási Műhely pedig a fiatalság helyzetére és problémáira reflektál. Rendszeres tanári kerekasztalt szervez azoknak a pedagógusoknak, akik a fiatalok demokráciára nevelésével foglalkoznak. Az alapítvány maga is részt vesz a fiatalság demokráciára nevelésében. Az egyetemista korosztály számára állampolgári kompetenciák fejlesztésre irányuló tréningeket szervez, valamint a középiskolások részére egy társadalomismereti játékot, az Online Demokrácia Activityt indította el.